# 1964 en musique
| \| • Retour à la chronologie générale de la musique populaire • \| |
| XXIe siècle • XXe siècle • XIXe siècle • XVIIIe siècle XVIIe siècle • XVIe siècle • XVe siècle • XIVe siècle XIIIe siècle • XIIe siècle • XIe siècle • Xe siècle IXe siècle • VIIIe siècle • Haut Moyen Âge • Rome • Grèce |
| • Retour à la chronologie générale de la musique populaire • |

| • Retour à la chronologie générale de la musique populaire • |

| Années de la musique populaire : 1961 - 1962 - 1963 - 1964 - 1965 - 1966 - 1967    |
| Décennies de la musique populaire : 1930 - 1940 - 1950 - 1960 - 1970 - 1980 - 1990 |

Cet article présente les faits marquants de l'année 1964 en musique.

## Événements

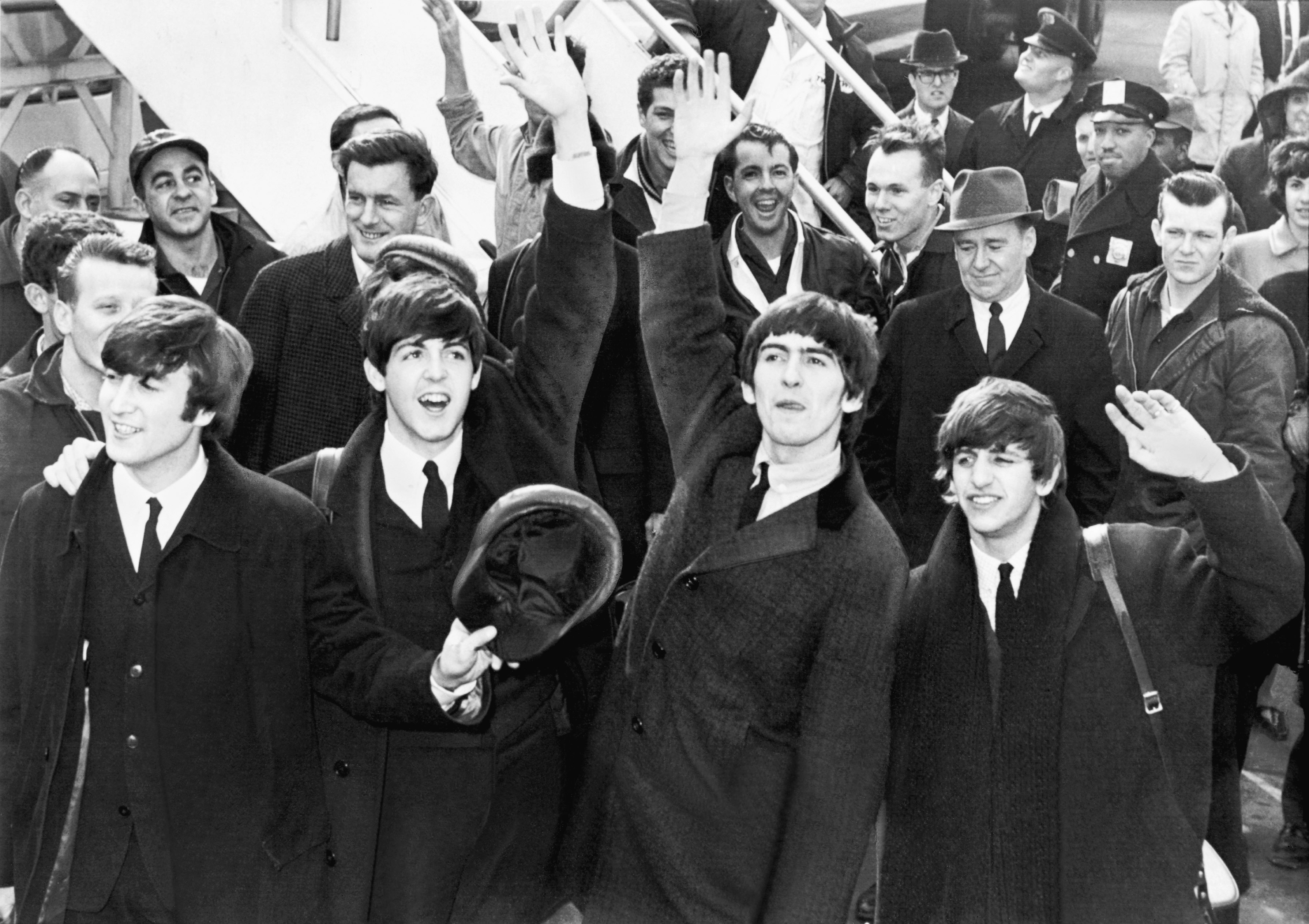
L'arrivée des Beatles à New York le 7 février.

- 9 février : Les Beatles se produisent dans l'émission The Ed Sullivan Show devant 73 millions de téléspectateurs (45 % de parts de marché).
- 4 avril : Les Beatles monopolisent les cinq premières positions du hit-parade américain et placent 12 chansons dans le Top 100.
- 16 octobre : première de Jacques Brel à l'Olympia de Paris, où il interprète notamment la chanson Amsterdam.
- Ouverture à Rome du Musée national des instruments de musique.
- Décembre : Le groupe Les Chaussettes noires cesse d'exister.

## Disques sortis en 1964
- Albums sortis en 1964
- Singles sortis en 1964

## Succès de l'année en France (singles)

### Chansons classées Numéro 1
Cette liste présente, par ordre chronologique, tous les titres s'étant classés à la première place des ventes durant l'année 1964.
- Charles Aznavour : La Mamma
- Sylvie Vartan : Si je chante
- Jean Ferrat : Nuit et brouillard
- Claude François : Chaque jour c'est la même chose
- Sylvie Vartan : La Plus Belle pour aller danser
- Gigliola Cinquetti : Non ho l'età
- Enrico Macias : Paris, tu m'as pris dans tes bras
- Claude François : J'y pense et puis j'oublie
- Enrico Macias : Enfants de tous pays
- Henri Salvador : Zorro est arrivé
- Charles Aznavour : Que c'est triste Venise
- Sheila : Vous les copains, je ne vous oublierai jamais

### Chansons francophones
Cette liste présente, par ordre alphabétique, tous les titres francophones s'étant classés parmi les 10 premières places des ventes mensuelles durant l'année 1964.
- Adamo : Tombe la neige
- Adamo : Vous permettez, Monsieur ?
- Alain Barrière : Ma vie
- Bobby Solo : Sur ton visage une larme
- Bonne nuit les petits
- Charles Aznavour : La Mamma
- Charles Aznavour : Et pourtant
- Charles Aznavour : Le temps
- Charles Aznavour : Que c'est triste Venise
- Claude François : Si j'avais un marteau
- Claude François : Chaque jour c’est la même chose
- Claude François : J’y pense et puis j’oublie
- Claude François : Donna Donna
- Enrico Macias : Paris, tu m’as pris dans tes bras
- Enrico Macias : Enfants de tous pays
- Enrico Macias : S’il fallait tout donner
- France Gall : Laisse tomber les filles
- France Gall : Sacré Charlemagne
- Frank Alamo : Ma biche
- Frank Alamo : Allô mai 38-37
- Gilbert Bécaud : L'Orange
- Henri Salvador : Zorro est arrivé
- Hugues Aufray : N’y pense plus
- Hugues Aufray : Dès que le printemps revient
- Jacques Brel : Les Bonbons
- Jacques Brel : Amsterdam
- Jean Ferrat : Nuit et brouillard
- Jean Ferrat : La montagne
- Johnny Hallyday : Pour moi la vie va commencer
- Johnny Hallyday : Excuse-moi partenaire
- Johnny Hallyday : Dis-lui que j’en rêve
- Johnny Hallyday : Les Mauvais Garçons
- Johnny Hallyday : Le Pénitencier
- Le petit prince : C'est bien joli d'être copains
- Les Compagnons de la chanson : Les aventuriers
- Les Compagnons de la chanson : Le Chant de Mallory
- Les Surfs : A présent tu peux t’en aller
- Lucky Blondo : Sur ton visage une larme
- Marie Laforêt : Viens sur la montagne
- Monty : Tchick Tchang
- Rachel : Le Chant de Mallory
- Richard Anthony : Tchin tchin
- Richard Anthony : A présent tu peux t’en aller
- Richard Anthony : Ce monde
- Richard Anthony : La corde au cou
- Sheila : Le sifflet des copains
- Sheila : Hello petite fille
- Sheila : Chaque instant de chaque jour
- Sheila : Vous les copains, je ne vous oublierai jamais
- Sylvie Vartan : Si je chante
- Sylvie Vartan : La Plus Belle pour aller danser
- Sylvie Vartan : L’homme en noir

### Chansons non francophones
Cette liste présente, par ordre alphabétique, tous les titres non francophones s'étant classés parmi les 10 premières places des ventes mensuelles durant l'année 1964.
- Bobby Solo : Una lacrima sul viso
- Gigliola Cinquetti : Non ho l'età
- Los Indios Tabajaras : Maria Elena
- The Beatles : She Loves You
- The Beatles : A Hard Day's Night

## Succès internationaux de l’année
Cette liste présente, par ordre alphabétique, les trente titres et albums ayant eu le plus de succès dans les charts internationaux en 1964,.

### Singles
- Dave Clark Five : Glad all over
- Dean Martin : Everybody Loves Somebody
- Gigliola Cinquetti : Non ho l'età
- Johnny Rivers : Memphis, Tennessee
- Louis Armstrong : Hello, Dolly!
- Manfred Mann : Do Wah Diddy Diddy
- Martha & The Vandellas : Dancing in the Street
- Mary Wells : My Guy
- Millie Small : My boy lollipop
- Peter & Gordon : A world without love
- Roy Orbison : Oh, Pretty Woman
- Roy Orbison : It's over
- Stan Getz & Joao Gilberto : The Girl from Ipanema
- The Animals : The House of the Rising Sun
- The Beach Boys : I Get Around
- The Beatles : I Want to Hold Your Hand
- The Beatles : She Loves You
- The Beatles : I Feel Fine
- The Beatles : A hard day's night
- The Beatles : Can't Buy Me Love
- The Beatles : Twist and Shout
- The Beatles : Please Please Me
- The Beatles : I Saw Her Standing There
- The Beatles : Love Me Do
- The Four Seasons : Rag doll
- The Kinks : You Really Got Me
- The Righteous Brothers : You've Lost That Lovin' Feelin'
- The Shangri-Las : Leader of the Pack
- The Supremes : Where Did Our Love Go
- The Supremes : Baby Love

### Albums
- Al Hirt : Honey in the horn
- Al Hirt : Cotton candy
- Andy Williams : The great songs from My Fair Lady and other Broadway hits
- Barbra Streisand : People
- Bill Cosby : I started out as a child
- Bob Dylan : Another Side of Bob Dylan
- Bob Dylan : The Times They Are a-Changin'
- Dave Clark Five : Glad all over
- Dean Martin : Everybody loves somebody
- Funny Girl
- Hello, Dolly!
- Henry Mancini : The pink panther
- John Barry : Goldfinger
- John Coltrane : A Love Supreme
- Johnny Rivers : At the Whisky a Go Go
- Louis Armstrong : Hello, Dolly!
- My Fair Lady
- Stan Getz & Joao Gilberto : Getz/Gilberto
- The Animals : The Animals
- The Beach Boys : Beach Boys Concert
- The Beach Boys : All Summer Long
- The Beach Boys : Shut Down Volume 2
- The Beatles : A hard day's night
- The Beatles : Meet The Beatles!
- The Beatles : The Beatles' Second Album
- The Beatles : Something New
- The Beatles : Introducing… The Beatles
- The Rolling Stones : The Rolling Stones
- The Rolling Stones : 12 X 5
- The Supremes : Where did our love go

## Récompenses
- États-Unis : 7e cérémonie des Grammy Awards
- Europe : Concours Eurovision de la chanson 1964

## Formations de groupes
- Groupe de musique formé en 1964

## Naissances
- Paul Félix Visconti, chanteur et musicien français.
- 1er février : Mario Pelchat, chanteur et producteur canadien.
- 5 mars : Bertrand Cantat, chanteur du groupe de rock français Noir Désir.
- 30 mars : Tracy Chapman, autrice-compositrice-interprète américaine.
- 8 avril : Biz Markie, rappeur américain.
- 18 avril : Zazie, auteur-compositrice-interprète française.
- 25 avril : Andy Bell, chanteur britannique du groupe Erasure.
- 26 mai : Lenny Kravitz, chanteur américain.
- 30 mai : Tom Morello, guitariste des groupes Rage Against the Machine et Audioslave.
- 6 juin : Guru Josh, DJ et producteur britannique.
- 9 juillet : Courtney Love, chanteuse et guitariste au sein du groupe Hole.
- 20 juillet : Chris Cornell, chanteur et guitariste de Soundgarden et d'Audioslave.
- 7 septembre : Pierpoljak, chanteur français.
- 10 septembre : Egor Letov, père du punk rock russe († 19 février 2008).
- 12 novembre : David Ellefson, bassiste du groupe de thrash metal Megadeth.
- 20 novembre : Linda William', chanteuse française († 28 mars 2010).
- 24 décembre : Christophe Miossec, chanteur français.

## Décès
- 8 juin : Alton Delmore, chanteur de country américain membre du duo The Delmore Brothers.
- 29 juin, Berlin : Eric Dolphy: saxophoniste alto de jazz.
- 15 octobre : Cole Porter, compositeur américain.
- 11 décembre : Sam Cooke, auteur, compositeur et interprète américain.
- 14 décembre : Francisco Canaro, (né Francisco Canarozzo, connu en tant que Pirincho), chef d'orchestre, compositeur et violoniste argentin de tango.